# لويس-جوزيف فورغت
لويس-جوزيف فورغت هو تاجر أسهم وسياسي كندي، ولد في 11 مارس 1853 في تيربون في كندا، وتوفي في 7 أبريل 1911 في نيس في فرنسا. نشط حزبياً في حزب كندا المحافظ. وقد انتخب عضو مجلس الشيوخ الكندي ‏.